# Tour Down Under 2018
La 20e édition du Tour Down Under (officiellement nommé Santos Tour Down Under), une course cycliste par étapes, a lieu du 16 au 21 janvier 2018 en Australie. L'épreuve se déroule sur six jours entre Port Adelaide et le centre-ville d'Adélaïde sur un parcours de 809,8 km.
C'est la première épreuve de l'UCI World Tour 2018, le calendrier le plus important du cyclisme sur route.

## Présentation

### Parcours
L'épreuve est constituée de six courses en ligne et aucun contre-la-montre. L'avant-veille de l'épreuve se déroule un critérium plat destiné aux sprinteurs, la People's Choice Classic. 
Les cinq premières étapes de ce Tour Down Under comprennent toutes quelques difficultés à divers endroits de la course. La cinquième étape se termine avec la montée de Willunga Hill (3,5 kilomètres de long et 7 % de dénivelée), après un premier passage quelques kilomètres auparavant et qui joue souvent un rôle décisif dans la course. La dernière étape est une course en circuit autour du centre d'Adélaïde.

### Équipes
Dix-neuf équipes participent à ce Tour Down Under 2018 - dix-huit WorldTeams et une équipe nationale.
| WorldTeams (18)- AG2R La Mondiale - Astana - BMC Racing Team - Bora-Hansgrohe - Dimension Data - EF Education First-Drapac p/b Cannondale - FDJ - Lotto Soudal - Movistar Team - Mitchelton-Scott - Quick-Step Floors - Sky - Team Sunweb - Bahrain-Merida - Katusha-Alpecin - Trek-Segafredo - Lotto NL-Jumbo - UAE Team Emirates Équipe nationale sponsorisée- UniSA-Australia |
| |

### Prix
Le Tour Down Under attribue les prix suivants aux vingt premiers du classement général et des étapes, pour un total de 98 000 € :
| Position                  | 1er      | 2e      | 3e      | 4e      | 5e      | 6e et 7e | 8e et 9e | 10e à 20e |
| Classement général        | 12 000 € | 6 000 € | 3 000 € | 1 500 € | 1 200 € | 900 €    | 600 €    | 300 €     |
| Étapes                    | 4 000 €  | 2 000 € | 1 000 € | 500 €   | 400 €   | 300 €    | 200 €    | 100 €     |
| Classement de la montagne | 1 200 €  | 1 000 € | 500 €   |         |         |          |          |           |
| Classement par points     | 1 200 €  | 1 000 € | 500 €   |         |         |          |          |           |
| Classement des jeunes     | 600 €    | 300 €   | 200 €   |         |         |          |          |           |
| Combativité               | 250 €    |         |         |         |         |          |          |           |

## Étapes
Ce Tour Down Under comporte six étapes pour un total de 809,8 kilomètres à parcourir.
| Étape     | Date     | Villes étapes                | type                      | Distance (km) | Vainqueur d'étape | Leader du classement général |
| --------- | -------- | ---------------------------- | ------------------------- | ------------- | ----------------- | ---------------------------- |
| 1re étape | 16 janv. | Port Adélaïde – Lyndoch      | étape de plaine           | 145           | André Greipel     | André Greipel                |
| 2e étape  | 17 janv. | Unley – Stirling             | étape vallonnée           | 148,6         | Caleb Ewan        | Caleb Ewan                   |
| 3e étape  | 18 janv. | Glenelg – Victor Harbor      | étape de plaine           | 120,5         | Elia Viviani      | Caleb Ewan                   |
| 4e étape  | 19 janv. | Norwood – Uraidla            | étape vallonnée           | 128,2         | Peter Sagan       | Peter Sagan                  |
| 5e étape  | 20 janv. | McLaren Vale – Willunga Hill | étape de moyenne montagne | 151,5         | Richie Porte      | Daryl Impey                  |
| 6e étape  | 21 janv. | Adélaïde – Adélaïde          | étape de plaine           | 90            | André Greipel     | Daryl Impey                  |

## Déroulement de la course

### 1reétape
| Classement | Classement           | Classement | Classement        | Classement         |
|            | Coureur              | Pays       | Équipe            | Temps              |
| ---------- | -------------------- | ---------- | ----------------- | ------------------ |
| 1er        | André Greipel        | Allemagne  | Lotto-Soudal      | en 3 h 50 min 21 s |
| 2e         | Caleb Ewan           | Australie  | Mitchelton-Scott  | + 0 s              |
| 3e         | Peter Sagan          | Slovaquie  | Bora-Hansgrohe    | + 0 s              |
| 4e         | Elia Viviani         | Italie     | Quick-Step Floors | + 0 s              |
| 5e         | Simone Consonni      | Italie     | UAE Emirates      | + 0 s              |
| 6e         | Phil Bauhaus         | Allemagne  | Sunweb            | + 0 s              |
| 7e         | Nathan Haas          | Australie  | Katusha-Alpecin   | + 0 s              |
| 8e         | Matteo Montaguti     | Italie     | AG2R La Mondiale  | + 0 s              |
| 9e         | Ramūnas Navardauskas | Lituanie   | Bahrain-Merida    | + 0 s              |
| 10e        | Riccardo Minali      | Italie     | Astana            | + 0 s              |
| modifier   |                      |            |                   |                    |

| \| Classement général \| Classement général \| Classement général \| Classement général \| Classement général \| \| Coureur \| Coureur \| Pays \| Équipe \| Temps \| \| ------------------ \| ------------------ \| ------------------ \| ------------------------- \| ------------------ \| \| 1er \| André Greipel \| Allemagne \| Lotto-Soudal \| 3 h 50 min 11 s \| \| 2e \| Caleb Ewan \| Australie \| Mitchelton-Scott \| + 4 s \| \| 3e \| William Clarke \| Australie \| EF Education First-Drapac \| + 4 s \| \| 4e \| Peter Sagan \| Slovaquie \| Bora-Hansgrohe \| + 6 s \| \| 5e \| Nicholas Dlamini \| Afrique du Sud \| Dimension Data \| + 6 s \| \| 6e \| Nathan Haas \| Australie \| Katusha-Alpecin \| + 9 s \| \| 7e \| Jhonatan Restrepo \| Colombie \| Katusha-Alpecin \| + 9 s \| \| 8e \| Elia Viviani \| Italie \| Quick-Step Floors \| + 10 s \| \| 9e \| Simone Consonni \| Italie \| UAE Team Emirates \| + 10 s \| \| 10e \| Phil Bauhaus \| Allemagne \| Team Sunweb \| + 10 s \| |                   |                |                           |                 |
| |                   |                |                           |                 |
| Source : ProCyclingStats |                   |                |                           |                 |
| Classement général |                   |                |                           |                 |
| Coureur | Coureur           | Pays           | Équipe                    | Temps           |
| 1er | André Greipel     | Allemagne      | Lotto-Soudal              | 3 h 50 min 11 s |
| 2e | Caleb Ewan        | Australie      | Mitchelton-Scott          | + 4 s           |
| 3e | William Clarke    | Australie      | EF Education First-Drapac | + 4 s           |
| 4e | Peter Sagan       | Slovaquie      | Bora-Hansgrohe            | + 6 s           |
| 5e | Nicholas Dlamini  | Afrique du Sud | Dimension Data            | + 6 s           |
| 6e | Nathan Haas       | Australie      | Katusha-Alpecin           | + 9 s           |
| 7e | Jhonatan Restrepo | Colombie       | Katusha-Alpecin           | + 9 s           |
| 8e | Elia Viviani      | Italie         | Quick-Step Floors         | + 10 s          |
| 9e | Simone Consonni   | Italie         | UAE Team Emirates         | + 10 s          |
| 10e | Phil Bauhaus      | Allemagne      | Team Sunweb               | + 10 s          |

### 2eétape
| Classement | Classement         | Classement     | Classement        | Classement        |
|            | Coureur            | Pays           | Équipe            | Temps             |
| ---------- | ------------------ | -------------- | ----------------- | ----------------- |
| 1er        | Caleb Ewan         | Australie      | Mitchelton-Scott  | en 4 h 3 min 55 s |
| 2e         | Daryl Impey        | Afrique du Sud | Mitchelton-Scott  | + 0 s             |
| 3e         | Jay McCarthy       | Australie      | Bora-Hansgrohe    | + 0 s             |
| 4e         | Peter Sagan        | Slovaquie      | Bora-Hansgrohe    | + 0 s             |
| 5e         | Nathan Haas        | Australie      | Katusha-Alpecin   | + 0 s             |
| 6e         | Elia Viviani       | Italie         | Quick-Step Floors | + 0 s             |
| 7e         | Gorka Izagirre     | Espagne        | Bahrain-Merida    | + 0 s             |
| 8e         | Domenico Pozzovivo | Italie         | Bahrain-Merida    | + 0 s             |
| 9e         | Luis León Sánchez  | Espagne        | Astana            | + 0 s             |
| 10e        | Carlos Barbero     | Espagne        | Movistar          | + 0 s             |
| modifier   |                    |                |                   |                   |

| \| Classement général \| Classement général \| Classement général \| Classement général \| Classement général \| \| Coureur \| Coureur \| Pays \| Équipe \| Temps \| \| ------------------ \| ------------------ \| ------------------ \| ------------------ \| ------------------ \| \| 1er \| Caleb Ewan \| Australie \| Mitchelton-Scott \| 7 h 54 min 00 s \| \| 2e \| Daryl Impey \| Afrique du Sud \| Mitchelton-Scott \| + 10 s \| \| 3e \| Peter Sagan \| Slovaquie \| Bora-Hansgrohe \| + 12 s \| \| 4e \| Jay McCarthy \| Australie \| Bora-Hansgrohe \| + 12 s \| \| 5e \| Nathan Haas \| Australie \| Katusha-Alpecin \| + 15 s \| \| 6e \| Jhonatan Restrepo \| Colombie \| Katusha-Alpecin \| + 15 s \| \| 7e \| Elia Viviani \| Italie \| Quick-Step Floors \| + 16 s \| \| 8e \| Simone Consonni \| Italie \| UAE Team Emirates \| + 16 s \| \| 9e \| Carlos Barbero \| Espagne \| Movistar Team \| + 16 s \| \| 10e \| Anthony Roux \| France \| FDJ \| + 16 s \| |                   |                |                   |                 |
| |                   |                |                   |                 |
| Source : ProCyclingStats |                   |                |                   |                 |
| Classement général |                   |                |                   |                 |
| Coureur | Coureur           | Pays           | Équipe            | Temps           |
| 1er | Caleb Ewan        | Australie      | Mitchelton-Scott  | 7 h 54 min 00 s |
| 2e | Daryl Impey       | Afrique du Sud | Mitchelton-Scott  | + 10 s          |
| 3e | Peter Sagan       | Slovaquie      | Bora-Hansgrohe    | + 12 s          |
| 4e | Jay McCarthy      | Australie      | Bora-Hansgrohe    | + 12 s          |
| 5e | Nathan Haas       | Australie      | Katusha-Alpecin   | + 15 s          |
| 6e | Jhonatan Restrepo | Colombie       | Katusha-Alpecin   | + 15 s          |
| 7e | Elia Viviani      | Italie         | Quick-Step Floors | + 16 s          |
| 8e | Simone Consonni   | Italie         | UAE Team Emirates | + 16 s          |
| 9e | Carlos Barbero    | Espagne        | Movistar Team     | + 16 s          |
| 10e | Anthony Roux      | France         | FDJ               | + 16 s          |

### 3eétape
| Classement | Classement          | Classement | Classement                | Classement        |
|            | Coureur             | Pays       | Équipe                    | Temps             |
| ---------- | ------------------- | ---------- | ------------------------- | ----------------- |
| 1er        | Elia Viviani        | Italie     | Quick-Step Floors         | en 3 h 4 min 40 s |
| 2e         | Phil Bauhaus        | Allemagne  | Sunweb                    | + 0 s             |
| 3e         | Caleb Ewan          | Australie  | Mitchelton-Scott          | + 0 s             |
| 4e         | Simone Consonni     | Italie     | UAE Emirates              | + 0 s             |
| 5e         | Peter Sagan         | Slovaquie  | Bora-Hansgrohe            | + 0 s             |
| 6e         | Simon Clarke        | Australie  | EF Education First-Drapac | + 0 s             |
| 7e         | Alexander Edmondson | Australie  | Mitchelton-Scott          | + 0 s             |
| 8e         | Zakkari Dempster    | Australie  | UniSA-Australia           | + 0 s             |
| 9e         | Dries Devenyns      | Belgique   | Quick-Step Floors         | + 0 s             |
| 10e        | Jay McCarthy        | Australie  | Bora-Hansgrohe            | + 0 s             |
| modifier   |                     |            |                           |                   |

| \| Classement général \| Classement général \| Classement général \| Classement général \| Classement général \| \| Coureur \| Coureur \| Pays \| Équipe \| Temps \| \| ------------------ \| ------------------ \| ------------------ \| ------------------ \| ------------------ \| \| 1er \| Caleb Ewan \| Australie \| Mitchelton-Scott \| 10 h 58 min 36 s \| \| 2e \| Elia Viviani \| Italie \| Quick-Step Floors \| + 10 s \| \| 3e \| Daryl Impey \| Afrique du Sud \| Mitchelton-Scott \| + 14 s \| \| 4e \| Jay McCarthy \| Australie \| Bora-Hansgrohe \| + 15 s \| \| 5e \| Peter Sagan \| Slovaquie \| Bora-Hansgrohe \| + 16 s \| \| 6e \| Nathan Haas \| Australie \| Katusha-Alpecin \| + 17 s \| \| 7e \| Jhonatan Restrepo \| Colombie \| Katusha-Alpecin \| + 19 s \| \| 8e \| Simone Consonni \| Italie \| UAE Team Emirates \| + 20 s \| \| 9e \| Robert Gesink \| Pays-Bas \| LottoNL-Jumbo \| + 20 s \| \| 10e \| Anthony Roux \| France \| FDJ \| + 20 s \| |                   |                |                   |                  |
| |                   |                |                   |                  |
| Source : ProCyclingStats |                   |                |                   |                  |
| Classement général |                   |                |                   |                  |
| Coureur | Coureur           | Pays           | Équipe            | Temps            |
| 1er | Caleb Ewan        | Australie      | Mitchelton-Scott  | 10 h 58 min 36 s |
| 2e | Elia Viviani      | Italie         | Quick-Step Floors | + 10 s           |
| 3e | Daryl Impey       | Afrique du Sud | Mitchelton-Scott  | + 14 s           |
| 4e | Jay McCarthy      | Australie      | Bora-Hansgrohe    | + 15 s           |
| 5e | Peter Sagan       | Slovaquie      | Bora-Hansgrohe    | + 16 s           |
| 6e | Nathan Haas       | Australie      | Katusha-Alpecin   | + 17 s           |
| 7e | Jhonatan Restrepo | Colombie       | Katusha-Alpecin   | + 19 s           |
| 8e | Simone Consonni   | Italie         | UAE Team Emirates | + 20 s           |
| 9e | Robert Gesink     | Pays-Bas       | LottoNL-Jumbo     | + 20 s           |
| 10e | Anthony Roux      | France         | FDJ               | + 20 s           |

### 4eétape
| Classement | Classement         | Classement     | Classement        | Classement        |
|            | Coureur            | Pays           | Équipe            | Temps             |
| ---------- | ------------------ | -------------- | ----------------- | ----------------- |
| 1er        | Peter Sagan        | Slovaquie      | Bora-Hansgrohe    | en 3 h 21 min 7 s |
| 2e         | Daryl Impey        | Afrique du Sud | Mitchelton-Scott  | + 0 s             |
| 3e         | Luis León Sánchez  | Espagne        | Astana            | + 0 s             |
| 4e         | Diego Ulissi       | Italie         | UAE Emirates      | + 0 s             |
| 5e         | Jay McCarthy       | Australie      | Bora-Hansgrohe    | + 0 s             |
| 6e         | Dries Devenyns     | Belgique       | Quick-Step Floors | + 0 s             |
| 7e         | Domenico Pozzovivo | Italie         | Bahrain-Merida    | + 0 s             |
| 8e         | Rui Costa          | Portugal       | UAE Emirates      | + 0 s             |
| 9e         | Pierre Latour      | France         | AG2R La Mondiale  | + 0 s             |
| 10e        | Laurent Didier     | Luxembourg     | Trek-Segafredo    | + 0 s             |
| modifier   |                    |                |                   |                   |

| \| Classement général \| Classement général \| Classement général \| Classement général \| Classement général \| \| Coureur \| Coureur \| Pays \| Équipe \| Temps \| \| ------------------ \| ------------------ \| ------------------ \| ------------------ \| ------------------ \| \| 1er \| Peter Sagan \| Slovaquie \| Bora-Hansgrohe \| 14 h 19 min 49 s \| \| 2e \| Daryl Impey \| Afrique du Sud \| Mitchelton-Scott \| + 2 s \| \| 3e \| Jay McCarthy \| Australie \| Bora-Hansgrohe \| + 9 s \| \| 4e \| Luis León Sánchez \| Espagne \| Astana \| + 10 s \| \| 5e \| Diego Ulissi \| Italie \| UAE Team Emirates \| + 14 s \| \| 6e \| Robert Gesink \| Pays-Bas \| LottoNL-Jumbo \| + 14 s \| \| 7e \| Rui Costa \| Portugal \| UAE Team Emirates \| + 14 s \| \| 8e \| George Bennett \| Nouvelle-Zélande \| LottoNL-Jumbo \| + 14 s \| \| 9e \| Dries Devenyns \| Belgique \| Quick-Step Floors \| + 14 s \| \| 10e \| Egan Bernal \| Colombie \| Team Sky \| + 14 s \| |                   |                  |                   |                  |
| |                   |                  |                   |                  |
| Source : ProCyclingStats |                   |                  |                   |                  |
| Classement général |                   |                  |                   |                  |
| Coureur | Coureur           | Pays             | Équipe            | Temps            |
| 1er | Peter Sagan       | Slovaquie        | Bora-Hansgrohe    | 14 h 19 min 49 s |
| 2e | Daryl Impey       | Afrique du Sud   | Mitchelton-Scott  | + 2 s            |
| 3e | Jay McCarthy      | Australie        | Bora-Hansgrohe    | + 9 s            |
| 4e | Luis León Sánchez | Espagne          | Astana            | + 10 s           |
| 5e | Diego Ulissi      | Italie           | UAE Team Emirates | + 14 s           |
| 6e | Robert Gesink     | Pays-Bas         | LottoNL-Jumbo     | + 14 s           |
| 7e | Rui Costa         | Portugal         | UAE Team Emirates | + 14 s           |
| 8e | George Bennett    | Nouvelle-Zélande | LottoNL-Jumbo     | + 14 s           |
| 9e | Dries Devenyns    | Belgique         | Quick-Step Floors | + 14 s           |
| 10e | Egan Bernal       | Colombie         | Team Sky          | + 14 s           |

### 5eétape
| \| Classement de l'étape \| Classement de l'étape \| Classement de l'étape \| Classement de l'étape \| Classement de l'étape \| \| Coureur \| Coureur \| Pays \| Équipe \| Temps \| \| --------------------- \| --------------------- \| --------------------- \| --------------------- \| --------------------- \| \| 1er \| Richie Porte \| Australie \| BMC Racing Team \| 3 h 42 min 22 s \| \| 2e \| Daryl Impey \| Afrique du Sud \| Mitchelton-Scott \| + 8 s \| \| 3e \| Tom-Jelte Slagter \| Pays-Bas \| Dimension Data \| + 10 s \| \| 4e \| Dries Devenyns \| Belgique \| Quick-Step Floors \| + 10 s \| \| 5e \| Egan Bernal \| Colombie \| Team Sky \| + 10 s \| \| 6e \| Gorka Izagirre \| Espagne \| Bahrain-Merida \| + 10 s \| \| 7e \| Diego Ulissi \| Italie \| UAE Team Emirates \| + 10 s \| \| 8e \| Robert Gesink \| Pays-Bas \| LottoNL-Jumbo \| + 14 s \| \| 9e \| Ion Izagirre \| Espagne \| Bahrain-Merida \| + 14 s \| \| 10e \| Ruben Guerreiro \| Portugal \| Trek-Segafredo \| + 14 s \| |                   |                |                   |                 |
| |                   |                |                   |                 |
| Source : ProCyclingStats |                   |                |                   |                 |
| Classement de l'étape |                   |                |                   |                 |
| Coureur | Coureur           | Pays           | Équipe            | Temps           |
| 1er | Richie Porte      | Australie      | BMC Racing Team   | 3 h 42 min 22 s |
| 2e | Daryl Impey       | Afrique du Sud | Mitchelton-Scott  | + 8 s           |
| 3e | Tom-Jelte Slagter | Pays-Bas       | Dimension Data    | + 10 s          |
| 4e | Dries Devenyns    | Belgique       | Quick-Step Floors | + 10 s          |
| 5e | Egan Bernal       | Colombie       | Team Sky          | + 10 s          |
| 6e | Gorka Izagirre    | Espagne        | Bahrain-Merida    | + 10 s          |
| 7e | Diego Ulissi      | Italie         | UAE Team Emirates | + 10 s          |
| 8e | Robert Gesink     | Pays-Bas       | LottoNL-Jumbo     | + 14 s          |
| 9e | Ion Izagirre      | Espagne        | Bahrain-Merida    | + 14 s          |
| 10e | Ruben Guerreiro   | Portugal       | Trek-Segafredo    | + 14 s          |

| \| Classement général \| Classement général \| Classement général \| Classement général \| Classement général \| \| Coureur \| Coureur \| Pays \| Équipe \| Temps \| \| ------------------ \| ------------------ \| ------------------ \| ------------------ \| ------------------ \| \| 1er \| Daryl Impey \| Afrique du Sud \| Mitchelton-Scott \| 18 h 02 min 15 s \| \| 2e \| Richie Porte \| Australie \| BMC Racing Team \| + 0 s \| \| 3e \| Tom-Jelte Slagter \| Pays-Bas \| Dimension Data \| + 14 s \| \| 4e \| Diego Ulissi \| Italie \| UAE Team Emirates \| + 20 s \| \| 5e \| Dries Devenyns \| Belgique \| Quick-Step Floors \| + 20 s \| \| 6e \| Egan Bernal \| Colombie \| Team Sky \| + 20 s \| \| 7e \| Gorka Izagirre \| Espagne \| Bahrain-Merida \| + 20 s \| \| 8e \| Robert Gesink \| Pays-Bas \| LottoNL-Jumbo \| + 24 s \| \| 9e \| George Bennett \| Nouvelle-Zélande \| LottoNL-Jumbo \| + 24 s \| \| 10e \| Ion Izagirre \| Espagne \| Bahrain-Merida \| + 24 s \| |                   |                  |                   |                  |
| |                   |                  |                   |                  |
| Source : ProCyclingStats |                   |                  |                   |                  |
| Classement général |                   |                  |                   |                  |
| Coureur | Coureur           | Pays             | Équipe            | Temps            |
| 1er | Daryl Impey       | Afrique du Sud   | Mitchelton-Scott  | 18 h 02 min 15 s |
| 2e | Richie Porte      | Australie        | BMC Racing Team   | + 0 s            |
| 3e | Tom-Jelte Slagter | Pays-Bas         | Dimension Data    | + 14 s           |
| 4e | Diego Ulissi      | Italie           | UAE Team Emirates | + 20 s           |
| 5e | Dries Devenyns    | Belgique         | Quick-Step Floors | + 20 s           |
| 6e | Egan Bernal       | Colombie         | Team Sky          | + 20 s           |
| 7e | Gorka Izagirre    | Espagne          | Bahrain-Merida    | + 20 s           |
| 8e | Robert Gesink     | Pays-Bas         | LottoNL-Jumbo     | + 24 s           |
| 9e | George Bennett    | Nouvelle-Zélande | LottoNL-Jumbo     | + 24 s           |
| 10e | Ion Izagirre      | Espagne          | Bahrain-Merida    | + 24 s           |

### 6eétape
| Classement | Classement         | Classement | Classement        | Classement        |
|            | Coureur            | Pays       | Équipe            | Temps             |
| ---------- | ------------------ | ---------- | ----------------- | ----------------- |
| 1er        | André Greipel      | Allemagne  | Lotto-Soudal      | en 2 h 1 min 19 s |
| 2e         | Caleb Ewan         | Australie  | Mitchelton-Scott  | + 0 s             |
| 3e         | Peter Sagan        | Slovaquie  | Bora-Hansgrohe    | + 0 s             |
| 4e         | Phil Bauhaus       | Allemagne  | Sunweb            | + 0 s             |
| 5e         | Elia Viviani       | Italie     | Quick-Step Floors | + 0 s             |
| 6e         | Steele Von Hoff    | Australie  | UniSA-Australia   | + 0 s             |
| 7e         | Simone Consonni    | Italie     | UAE Emirates      | + 0 s             |
| 8e         | Mads Pedersen      | Danemark   | Trek-Segafredo    | + 0 s             |
| 9e         | Carlos Barbero     | Espagne    | Movistar          | + 0 s             |
| 10e        | Mads Würtz Schmidt | Danemark   | Katusha-Alpecin   | + 0 s             |
| modifier   |                    |            |                   |                   |

## Classements finals

### Classement général
| \| Classement général \| Classement général \| Classement général \| Classement général \| Classement général \| \| Coureur \| Coureur \| Pays \| Équipe \| Temps \| \| ------------------ \| ------------------ \| ------------------ \| ------------------ \| ------------------ \| \| 1er \| Daryl Impey \| Afrique du Sud \| Mitchelton-Scott \| 20 h 03 min 34 s \| \| 2e \| Richie Porte \| Australie \| BMC Racing Team \| + 0 s \| \| 3e \| Tom-Jelte Slagter \| Pays-Bas \| Dimension Data \| + 16 s \| \| 4e \| Diego Ulissi \| Italie \| UAE Team Emirates \| + 20 s \| \| 5e \| Dries Devenyns \| Belgique \| Quick-Step Floors \| + 20 s \| \| 6e \| Egan Bernal \| Colombie \| Team Sky \| + 20 s \| \| 7e \| Gorka Izagirre \| Espagne \| Bahrain-Merida \| + 20 s \| \| 8e \| Luis León Sánchez \| Espagne \| Astana \| + 23 s \| \| 9e \| Ruben Guerreiro \| Portugal \| Trek-Segafredo \| + 23 s \| \| 10e \| Robert Gesink \| Pays-Bas \| LottoNL-Jumbo \| + 24 s \| |                   |                |                   |                  |
| |                   |                |                   |                  |
| Source : ProCyclingStats |                   |                |                   |                  |
| Classement général |                   |                |                   |                  |
| Coureur | Coureur           | Pays           | Équipe            | Temps            |
| 1er | Daryl Impey       | Afrique du Sud | Mitchelton-Scott  | 20 h 03 min 34 s |
| 2e | Richie Porte      | Australie      | BMC Racing Team   | + 0 s            |
| 3e | Tom-Jelte Slagter | Pays-Bas       | Dimension Data    | + 16 s           |
| 4e | Diego Ulissi      | Italie         | UAE Team Emirates | + 20 s           |
| 5e | Dries Devenyns    | Belgique       | Quick-Step Floors | + 20 s           |
| 6e | Egan Bernal       | Colombie       | Team Sky          | + 20 s           |
| 7e | Gorka Izagirre    | Espagne        | Bahrain-Merida    | + 20 s           |
| 8e | Luis León Sánchez | Espagne        | Astana            | + 23 s           |
| 9e | Ruben Guerreiro   | Portugal       | Trek-Segafredo    | + 23 s           |
| 10e | Robert Gesink     | Pays-Bas       | LottoNL-Jumbo     | + 24 s           |

### Classement de la montagne
| Classement de la montagne | Classement de la montagne | Classement de la montagne | Classement de la montagne | Classement de la montagne |
| Coureur                   | Coureur                   | Pays                      | Équipe                    | Points                    |
| ------------------------- | ------------------------- | ------------------------- | ------------------------- | ------------------------- |
| 1er                       | Nicholas Dlamini          | Afrique du Sud            | Dimension Data            | 48 pts                    |
| 2e                        | Richie Porte              | Australie                 | BMC Racing Team           | 36 pts                    |
| 3e                        | Scott Bowden              | Australie                 | UniSA-Australia           | 26 pts                    |
| 4e                        | Thomas De Gendt           | Belgique                  | Lotto-Soudal              | 17 pts                    |
| 5e                        | Simon Gerrans             | Australie                 | BMC Racing Team           | 16 pts                    |
| 6e                        | Daryl Impey               | Afrique du Sud            | Mitchelton-Scott          | 12 pts                    |
| 7e                        | William Clarke            | Australie                 | EF Education First-Drapac | 12 pts                    |
| 8e                        | Tom-Jelte Slagter         | Pays-Bas                  | Dimension Data            | 8 pts                     |
| 9e                        | Gorka Izagirre            | Espagne                   | Bahrain-Merida            | 8 pts                     |
| 10e                       | Brendan Canty             | Australie                 | EF Education First-Drapac | 8 pts                     |

### Classement des sprints
| Classement par points | Classement par points | Classement par points | Classement par points | Classement par points |
| Coureur               | Coureur               | Pays                  | Équipe                | Points                |
| --------------------- | --------------------- | --------------------- | --------------------- | --------------------- |
| 1er                   | Peter Sagan           | Slovaquie             | Bora-Hansgrohe        | 64 pts                |
| 2e                    | Caleb Ewan            | Australie             | Mitchelton-Scott      | 56 pts                |
| 3e                    | Elia Viviani          | Italie                | Quick-Step Floors     | 52 pts                |
| 4e                    | Daryl Impey           | Afrique du Sud        | Mitchelton-Scott      | 42 pts                |
| 5e                    | Phil Bauhaus          | Allemagne             | Team Sunweb           | 36 pts                |
| 6e                    | Jay McCarthy          | Australie             | Bora-Hansgrohe        | 32 pts                |
| 7e                    | Simone Consonni       | Italie                | UAE Team Emirates     | 32 pts                |
| 8e                    | André Greipel         | Allemagne             | Lotto-Soudal          | 30 pts                |
| 9e                    | Dries Devenyns        | Belgique              | Quick-Step Floors     | 29 pts                |
| 10e                   | Nathan Haas           | Australie             | Katusha-Alpecin       | 25 pts                |

### Classement des jeunes
| Classement du meilleur jeune | Classement du meilleur jeune | Classement du meilleur jeune | Classement du meilleur jeune | Classement du meilleur jeune |
| Coureur                      | Coureur                      | Pays                         | Équipe                       | Temps                        |
| ---------------------------- | ---------------------------- | ---------------------------- | ---------------------------- | ---------------------------- |
| 1er                          | Egan Bernal                  | Colombie                     | Team Sky                     | 20 h 03 min 54 s             |
| 2e                           | Ruben Guerreiro              | Portugal                     | Trek-Segafredo               | + 3 s                        |
| 3e                           | Pierre Latour                | France                       | AG2R La Mondiale             | + 4 s                        |
| 4e                           | Sam Oomen                    | Pays-Bas                     | Team Sunweb                  | + 4 s                        |
| 5e                           | Chris Hamilton               | Australie                    | Team Sunweb                  | + 4 s                        |
| 6e                           | Enric Mas                    | Espagne                      | Quick-Step Floors            | + 4 s                        |
| 7e                           | Ben O'Connor                 | Australie                    | Dimension Data               | + 6 s                        |
| 8e                           | Scott Davies                 | Royaume-Uni                  | Dimension Data               | + 25 s                       |
| 9e                           | Marc Soler                   | Espagne                      | Movistar Team                | + 2 min 49 s                 |
| 10e                          | Niklas Eg                    | Danemark                     | Trek-Segafredo               | + 5 min 04 s                 |

### Classement par équipes
| Classement par équipes | Classement par équipes                   | Classement par équipes | Classement par équipes |
| Équipe                 | Équipe                                   | Pays                   | Temps                  |
| ---------------------- | ---------------------------------------- | ---------------------- | ---------------------- |
| 1re                    | Bahrain-Merida                           | Bahreïn                | 60 h 11 min 50 s       |
| 2e                     | Dimension Data                           | Afrique du Sud         | + 26 s                 |
| 3e                     | Quick-Step Floors                        | Belgique               | + 1 min 04 s           |
| 4e                     | Team Sunweb                              | Allemagne              | + 1 min 06 s           |
| 5e                     | AG2R La Mondiale                         | France                 | + 5 min 36 s           |
| 6e                     | EF Education First-Drapac p/b Cannondale | États-Unis             | + 5 min 37 s           |
| 7e                     | Trek-Segafredo                           | États-Unis             | + 6 min 37 s           |
| 8e                     | UAE Team Emirates                        | Émirats arabes unis    | + 7 min 20 s           |
| 9e                     | BMC Racing Team                          | États-Unis             | + 7 min 36 s           |
| 10e                    | Lotto NL-Jumbo                           | Pays-Bas               | + 10 min 37 s          |

### Classements UCI
Le Tour Down Under attribue le même nombre des points pour l'UCI World Tour 2018 (uniquement pour les coureurs membres d'équipes World Tour) et le Classement mondial UCI (pour tous les coureurs).
| Position           | 1er | 2e  | 3e  | 4e  | 5e  | 6e  | 7e  | 8e  | 9e  | 10e | 11e | 12e | 13e | 14e | 15e | 16e à 20e | 21e à 30e | 31e à 50e | 51e à 55e | 56e à 60e |
| Classement général | 500 | 400 | 325 | 275 | 225 | 175 | 150 | 125 | 100 | 80  | 70  | 60  | 50  | 40  | 35  | 30        | 20        | 10        | 5         | 3         |
| Par étapes         | 60  | 25  | 10  |     |     |     |     |     |     |     |     |     |     |     |     |           |           |           |           |           |
| Leader             | 10  |     |     |     |     |     |     |     |     |     |     |     |     |     |     |           |           |           |           |           |

| Rang | Coureur           | Équipe            | Général | Etape | Leader | Total |
| ---- | ----------------- | ----------------- | ------- | ----- | ------ | ----- |
| 1er  | Daryl Impey       | Mitchelton-Scott  | 500     | 75    | 10     | 585   |
| 2e   | Richie Porte      | BMC Racing        | 400     | 60    |        | 460   |
| 3e   | Tom-Jelte Slagter | Dimension Data    | 325     | 10    |        | 335   |
| 4e   | Diego Ulissi      | UAE Emirates      | 275     |       |        | 275   |
| 5e   | Dries Devenyns    | Quick-Step Floors | 225     |       |        | 225   |
| 6e   | Egan Bernal       | Sky               | 175     |       |        | 175   |
| 7e   | Gorka Izagirre    | Bahrain-Merida    | 150     |       |        | 150   |
| 8e   | Caleb Ewan        | Mitchelton-Scott  | 0       | 120   | 20     | 140   |
| 9e   | Luis León Sánchez | Astana            | 125     | 10    |        | 135   |
| 10e  | André Greipel     | Lotto-Soudal      | 0       | 120   | 10     | 130   |

#### Classements UCI World Tour à l'issue de la course
Grâce à sa victoire, Daryl Impey prend la première place du classement individuel de l'UCI World Tour et Mitchelton-Scott celle du classement par équipes.
| Rang | Coureur           | Équipe            | Points |
| ---- | ----------------- | ----------------- | ------ |
| 1er  | Daryl Impey       | Mitchelton-Scott  | 585    |
| 2e   | Richie Porte      | BMC Racing        | 460    |
| 3e   | Tom-Jelte Slagter | Dimension Data    | 335    |
| 4e   | Diego Ulissi      | UAE Emirates      | 275    |
| 5e   | Dries Devenyns    | Quick-Step Floors | 225    |
| 6e   | Egan Bernal       | Sky               | 175    |
| 7e   | Gorka Izagirre    | Bahrain-Merida    | 150    |
| 8e   | Caleb Ewan        | Mitchelton-Scott  | 140    |
| 9e   | Luis León Sánchez | Astana            | 135    |
| 10e  | André Greipel     | Lotto-Soudal      | 130    |

| Rang | Équipe            | Points |
| ---- | ----------------- | ------ |
| 1er  | Mitchelton-Scott  | 748    |
| 2e   | BMC Racing        | 493    |
| 3e   | Dimension Data    | 395    |
| 4e   | Quick-Step Floors | 335    |
| 5e   | UAE Emirates      | 305    |
| 6e   | Bahrain-Merida    | 270    |
| 7e   | Sky               | 185    |
| 8e   | Astana            | 160    |
| 9e   | Lotto-Soudal      | 160    |
| 10e  | Lotto NL-Jumbo    | 160    |

## Évolution des classements
| #                | Vainqueur        | Classement général | Classement de la montagne | Classement des sprints | Classement des jeunes | Classement par équipes | Coureur le plus combatif |
| ---------------- | ---------------- | ------------------ | ------------------------- | ---------------------- | --------------------- | ---------------------- | ------------------------ |
| 1                | André Greipel    | André Greipel      | Nicholas Dlamini          | André Greipel          | Caleb Ewan            | Bora-Hansgrohe         | William Clarke           |
| 2                | Caleb Ewan       | Caleb Ewan         | Nicholas Dlamini          | Caleb Ewan             | Caleb Ewan            | Bahrain-Merida         | Jaime Castrillo          |
| 3                | Elia Viviani     | Caleb Ewan         | Nicholas Dlamini          | Caleb Ewan             | Caleb Ewan            | Bahrain-Merida         | Scott Bowden             |
| 4                | Peter Sagan      | Peter Sagan        | Nicholas Dlamini          | Peter Sagan            | Egan Bernal           | Bahrain-Merida         | Zakkari Dempster         |
| 5                | Richie Porte     | Daryl Impey        | Nicholas Dlamini          | Peter Sagan            | Egan Bernal           | Bahrain-Merida         | Thomas De Gendt          |
| 6                | André Greipel    | Daryl Impey        | Nicholas Dlamini          | Peter Sagan            | Egan Bernal           | Bahrain-Merida         | Logan Owen               |
| Classement final | Classement final | Daryl Impey        | Nicholas Dlamini          | Peter Sagan            | Egan Bernal           | Bahrain-Merida         |                          |

## Liste des participants
- Liste de départ complète

| Légende                             | Légende                                                                                                  | Légende                                | Légende                                                                                                  |
| ----------------------------------- | --- | -------------------------------------- | --- |
| Num                                 | Dossard de départ porté par le coureur sur ce Tour Down Under                                            | Pos                                    | Position finale au classement général                                                                    |
| Leader du classement général        | Indique le vainqueur du classement général                                                               | Leader du classement des sprints       | Indique le vainqueur du classement des sprints                                                           |
| Leader du classement de la montagne | Indique le vainqueur du classement de la montagne                                                        | Leader du classement du meilleur jeune | Indique le vainqueur du classement du meilleur jeune                                                     |
|                                     | Indique un maillot de champion national ou mondial, suivi de sa spécialité                               | #                                      | Indique la meilleure équipe                                                                              |
| NP                                  | Indique un coureur qui n'a pas pris le départ d'une étape, suivi du numéro de l'étape où il s'est retiré | AB                                     | Indique un coureur qui n'a pas terminé une étape, suivi du numéro de l'étape où il s'est retiré          |
| HD                                  | Indique un coureur qui a terminé une étape hors des délais, suivi du numéro de l'étape                   | *                                      | Indique un coureur en lice pour le classement du meilleur jeune (coureurs nés après le 1er janvier 1993) |

| BMC Racing BMC                    | BMC Racing BMC       | BMC Racing BMC |
| --------------------------------- | -------------------- | -------------- |
| Num                               | Coureur              | Pos            |
| 1                                 | Richie Porte (AUS)   | 2e             |
| 2                                 | Tom Bohli (SUI)*     | 74e            |
| 3                                 | Simon Gerrans (AUS)  | 41e            |
| 4                                 | Danilo Wyss (SUI)    | 57e            |
| 5                                 | Miles Scotson (AUS)* | 62e            |
| 6                                 | Patrick Bevin (NZL)  | 87e            |
| 7                                 | Rohan Dennis (AUS)   | 30e            |
| Directeur sportif : Fabio Baldato |                      |                |

| Bora-Hansgrohe BOH                   | Bora-Hansgrohe BOH   | Bora-Hansgrohe BOH |
| ------------------------------------ | -------------------- | ------------------ |
| Num                                  | Coureur              | Pos                |
| 11                                   | Peter Sagan (SVK)    | 32e                |
| 12                                   | Daniel Oss (ITA)     | 61e                |
| 13                                   | Sam Bennett (IRL)    | 12e                |
| 14                                   | Maciej Bodnar (POL)  | 112e               |
| 15                                   | Peter Kennaugh (GBR) | 91e                |
| 16                                   | Rüdiger Selig (GER)  | 108e               |
| 17                                   | Jay McCarthy (AUS)   | 19e                |
| Directeur sportif : Steffen Radochla |                      |                    |

| Mitchelton-Scott MTS              | Mitchelton-Scott MTS       | Mitchelton-Scott MTS |
| --------------------------------- | -------------------------- | -------------------- |
| Num                               | Coureur                    | Pos                  |
| 21                                | Caleb Ewan (AUS)*          | 77e                  |
| 22                                | Daryl Impey (RSA)          | 1er                  |
| 23                                | Alexander Edmondson (AUS)* | 76e                  |
| 24                                | Mathew Hayman (AUS)        | 60e                  |
| 25                                | Jack Bauer (NZL)           | NP-5                 |
| 26                                | Damien Howson (AUS)        | 111e                 |
| 27                                | Cameron Meyer (AUS)        | 25e                  |
| Directeur sportif : Matthew White |                            |                      |

| Lotto-Soudal LTS                  | Lotto-Soudal LTS       | Lotto-Soudal LTS |
| --------------------------------- | ---------------------- | ---------------- |
| Num                               | Coureur                | Pos              |
| 31                                | André Greipel (GER)    | 96e              |
| 32                                | Adam Hansen (AUS)      | 33e              |
| 33                                | Thomas De Gendt (BEL)  | 97e              |
| 34                                | Lars Bak (DEN)         | 27e              |
| 35                                | Marcel Sieberg (GER)   | 109e             |
| 36                                |                        |                  |
| 37                                | Jens Debusschere (BEL) | 118e             |
| Directeur sportif : Herman Frison |                        |                  |

| UAE Emirates UAD                     | UAE Emirates UAD       | UAE Emirates UAD |
| ------------------------------------ | ---------------------- | ---------------- |
| Num                                  | Coureur                | Pos              |
| 41                                   | Rui Costa (POR)        | 35e              |
| 42                                   | Diego Ulissi (ITA)     | 4e               |
| 43                                   | Simone Consonni (ITA)* | 89e              |
| 44                                   | Manuele Mori (ITA)     | 39e              |
| 45                                   | Matteo Bono (ITA)      | 90e              |
| 46                                   | Marco Marcato (ITA)    | 44e              |
| 47                                   | Roberto Ferrari (ITA)  | AB-4             |
| Directeur sportif : Philippe Mauduit |                        |                  |

| Dimension Data DDD                 | Dimension Data DDD      | Dimension Data DDD |
| ---------------------------------- | ----------------------- | ------------------ |
| Num                                | Coureur                 | Pos                |
| 51                                 | Tom-Jelte Slagter (NED) | 3e                 |
| 52                                 | Mark Renshaw (AUS)      | 95e                |
| 53                                 | Nicholas Dlamini (RSA)* | 99e                |
| 54                                 | Lachlan Morton (AUS)    | 47e                |
| 55                                 | Jaco Venter (RSA)       | 86e                |
| 56                                 | Ben O'Connor (AUS)*     | 18e                |
| 57                                 | Scott Davies (GBR)*     | 23e                |
| Directeur sportif : Alex Sans Vega |                         |                    |

| Bahrain-Merida TBM                  | Bahrain-Merida TBM         | Bahrain-Merida TBM |
| ----------------------------------- | -------------------------- | ------------------ |
| Num                                 | Coureur                    | Pos                |
| 61                                  | Domenico Pozzovivo (ITA)   | 14e                |
| 62                                  | Ion Izagirre (ESP)         | 12e                |
| 63                                  | Gorka Izagirre (ESP)       | 7e                 |
| 64                                  | Manuele Boaro (ITA)        | 92e                |
| 65                                  | Ramūnas Navardauskas (LIT) | 123e               |
| 66                                  | Yukiya Arashiro (JPN)      | 43e                |
| 67                                  | Valerio Agnoli (ITA)       | 46e                |
| Directeur sportif : Tristan Hoffman |                            |                    |

| EF Education First-Drapac EFD   | EF Education First-Drapac EFD | EF Education First-Drapac EFD |
| ------------------------------- | ----------------------------- | ----------------------------- |
| Num                             | Coureur                       | Pos                           |
| 71                              | Simon Clarke (AUS)            | 38e                           |
| 72                              | Brendan Canty (AUS)           | 22e                           |
| 73                              | Thomas Scully (NZL)           | 81e                           |
| 74                              | Daniel Moreno (ESP)           | 24e                           |
| 75                              | Logan Owen (USA)*             | 117e                          |
| 76                              | William Clarke (AUS)          | 65e                           |
| 77                              | Mitchell Docker (AUS)         | 83e                           |
| Directeur sportif : Tom Southam |                               |                               |

| Sunweb SUN                       | Sunweb SUN            | Sunweb SUN |
| -------------------------------- | --------------------- | ---------- |
| Num                              | Coureur               | Pos        |
| 81                               | Nikias Arndt (GER)    | 56e        |
| 82                               | Chad Haga (USA)       | 94e        |
| 83                               | Phil Bauhaus (GER)*   | 120e       |
| 84                               | Mike Teunissen (NED)  | 54e        |
| 85                               | Chris Hamilton (AUS)* | 16e        |
| 86                               | Michael Storer (AUS)* | 48e        |
| 87                               | Sam Oomen (NED)*      | 15e        |
| Directeur sportif : Luke Roberts |                       |            |

| AG2R La Mondiale ALM               | AG2R La Mondiale ALM    | AG2R La Mondiale ALM |
| ---------------------------------- | ----------------------- | -------------------- |
| Num                                | Coureur                 | Pos                  |
| 91                                 | Ben Gastauer (LUX)      | 49e                  |
| 92                                 | Mikaël Cherel (FRA)     | 20e                  |
| 93                                 | Matteo Montaguti (ITA)  | 79e                  |
| 94                                 | Pierre Latour (FRA)*    | 13e                  |
| 95                                 | Nans Peters (FRA)*      | 81e                  |
| 96                                 | Stijn Vandenbergh (BEL) | 40e                  |
| 97                                 | Nico Denz (GER)*        | 102e                 |
| Directeur sportif : Laurent Biondi |                         |                      |

| Astana AST                          | Astana AST                    | Astana AST |
| ----------------------------------- | ----------------------------- | ---------- |
| Num                                 | Coureur                       | Pos        |
| 101                                 | Luis León Sánchez (ESP)       | 8e         |
| 102                                 | Laurens De Vreese (AUS)       | 53e        |
| 103                                 | Oscar Gatto (ITA)             | 103e       |
| 104                                 | Michael Valgren (DEN)         | 26e        |
| 105                                 | Artyom Zakharov (KAZ) (Route) | 71e        |
| 106                                 | Truls Engen Korsæth (NOR)*    | 110e       |
| 107                                 | Riccardo Minali (ITA)*        | 104e       |
| Directeur sportif : Lars Michaelsen |                               |            |

| Katusha-Alpecin TKA                    | Katusha-Alpecin TKA       | Katusha-Alpecin TKA |
| -------------------------------------- | ------------------------- | ------------------- |
| Num                                    | Coureur                   | Pos                 |
| 111                                    | Nathan Haas (AUS)         | 55e                 |
| 112                                    | José Gonçalves (POR)      | 85e                 |
| 113                                    | Pavel Kochetkov (RUS)     | 93e                 |
| 114                                    | Jhonatan Restrepo (COL)*  | 66e                 |
| 115                                    | Maurits Lammertink (NED)  | 37e                 |
| 116                                    | Tiago Machado (POR)       | 58e                 |
| 117                                    | Mads Würtz Schmidt (DEN)* | 114e                |
| Directeur sportif : Guennadi Mikhailov |                           |                     |

| FDJ                                 | FDJ                      | FDJ  |
| ----------------------------------- | ------------------------ | ---- |
| Num                                 | Coureur                  | Pos  |
| 121                                 | Steve Morabito (SUI)     | NP-3 |
| 122                                 | Antoine Duchesne (CAN)   | 98e  |
| 123                                 | Daniel Hoelgaard (NOR)*  | NP-2 |
| 124                                 | Anthony Roux (FRA)       | NP-5 |
| 125                                 | Georg Preidler (AUT)     | 28e  |
| 126                                 | Davide Cimolai (ITA)     | 125e |
| 127                                 | Matthieu Ladagnous (FRA) | 80e  |
| Directeur sportif : Jussi Veikkanen |                          |      |

| Movistar MOV                          | Movistar MOV                  | Movistar MOV |
| ------------------------------------- | ----------------------------- | ------------ |
| Num                                   | Coureur                       | Pos          |
| 131                                   | Carlos Barbero (ESP)          | 78e          |
| 132                                   | Nuno Bico (POR)*              | 67e          |
| 133                                   | Marc Soler (ESP)*             | 34e          |
| 134                                   | Rubén Fernández Andújar (ESP) | 50e          |
| 135                                   | Jaime Castrillo (ESP)*        | 107e         |
| 136                                   | Nélson Oliveira (POR)         | 59e          |
| 137                                   | Jasha Sütterlin (GER)         | 72e          |
| Directeur sportif : José Luis Arrieta |                               |              |

| Quick-Step Floors QST              | Quick-Step Floors QST   | Quick-Step Floors QST |
| ---------------------------------- | ----------------------- | --------------------- |
| Num                                | Coureur                 | Pos                   |
| 141                                | Elia Viviani (ITA)      | 82e                   |
| 142                                | Eros Capecchi (ITA)     | 29e                   |
| 143                                | Dries Devenyns (BEL)    | 5e                    |
| 144                                | Fabio Sabatini (ITA)    | 105e                  |
| 145                                | Michael Mørkøv (DEN)    | 75e                   |
| 146                                | Florian Sénéchal (FRA)* | 106e                  |
| 147                                | Enric Mas (ESP)*        | 17e                   |
| Directeur sportif : Rik Van Slycke |                         |                       |

| Lotto NL-Jumbo TLJ                | Lotto NL-Jumbo TLJ     | Lotto NL-Jumbo TLJ |
| --------------------------------- | ---------------------- | ------------------ |
| Num                               | Coureur                | Pos                |
| 151                               | Maarten Wynants (BEL)  | 68e                |
| 152                               | Robert Wagner (GER)    | 113e               |
| 153                               | Enrico Battaglin (ITA) | 51e                |
| 154                               | Daan Olivier (NED)     | 69e                |
| 155                               | George Bennett (NZL)   | 11e                |
| 156                               | Tom Leezer (NED)       | 73e                |
| 157                               | Robert Gesink (NED)    | 10e                |
| Directeur sportif : Frans Maassen |                        |                    |

| Sky SKY                             | Sky SKY                    | Sky SKY |
| ----------------------------------- | -------------------------- | ------- |
| Num                                 | Coureur                    | Pos     |
| 161                                 | Salvatore Puccio (ITA)     | 64e     |
| 162                                 | Łukasz Wiśniowski (POL)    | 100e    |
| 163                                 | Egan Bernal (COL)*         | 6e      |
| 164                                 | Jonathan Dibben (GBR)*     | HD-4    |
| 165                                 | Owain Doull (GBR)*         | 45e     |
| 166                                 |                            |         |
| 167                                 | Christopher Lawless (GBR)* | 115e    |
| Directeur sportif : Brett Lancaster |                            |         |

| Trek-Segafredo TFS               | Trek-Segafredo TFS     | Trek-Segafredo TFS |
| -------------------------------- | ---------------------- | ------------------ |
| Num                              | Coureur                | Pos                |
| 171                              | Laurent Didier (LUX)   | 31e                |
| 172                              | Fumiyuki Beppu (JPN)   | 63e                |
| 173                              | Koen de Kort (NED)     | 52e                |
| 174                              | Niklas Eg (DEN)*       | 36e                |
| 175                              | Alex Frame (NZL)*      | 121e               |
| 176                              | Ruben Guerreiro (POR)* | 9e                 |
| 177                              | Mads Pedersen (DEN)*   | 116e               |
| Directeur sportif : Kim Andersen |                        |                    |

| UniSA-Australia UNA               | UniSA-Australia UNA     | UniSA-Australia UNA |
| --------------------------------- | ----------------------- | ------------------- |
| Num                               | Coureur                 | Pos                 |
| 181                               | Scott Bowden (AUS)*     | 119e                |
| 182                               | Zakkari Dempster (AUS)  | 88e                 |
| 183                               | Nathan Earle (AUS)      | 21e                 |
| 184                               | Alexander Porter (AUS)* | 101e                |
| 185                               | Timothy Roe (AUS)       | 42e                 |
| 186                               | Steele Von Hoff (AUS)   | 70e                 |
| 187                               | Sam Welsford (AUS)*     | 124e                |
| Directeur sportif : Bradley McGee |                         |                     |